# زنان در شیلی
زندگی، نقش‌ها و حقوق زنان در شیلی در طول زمان دستخوش تغییرات بسیاری شده‌است. نقش‌های اجتماعی زنان شیلی در طول تاریخ تحت تأثیر نقش‌های جنسیتی سنتی و فرهنگ مردسالار بوده‌است، اما در طول قرن بیستم، زنان به‌طور فزاینده‌ای خود را درگیر سیاست و اعتراض کردند، که در نتیجه مقرراتی در قانون اساسی برای حمایت از برابری بین زن و مرد و منع تبعیض جنسیتی ایجاد شد.
پیشرفت تحصیلی، مشارکت نیروی کار و حقوق زنان بهبود یافته‌است، به ویژه از زمانی که شیلی دوباره در سال ۱۹۹۰ به یک دموکراسی تبدیل شد. شیلی در سال ۲۰۰۴ طلاق را قانونی اعلام کرد و همچنین یکی از معدود کشورهایی است که رئیس‌جمهور زن دارد. با این حال، زنان شیلیایی هنوز با چالش‌های اقتصادی و سیاسی زیادی از جمله نابرابری درآمد، نرخ بالای خشونت خانگی و نقش‌های جنسیتی طولانی مواجه هستند.

## تاریخچه

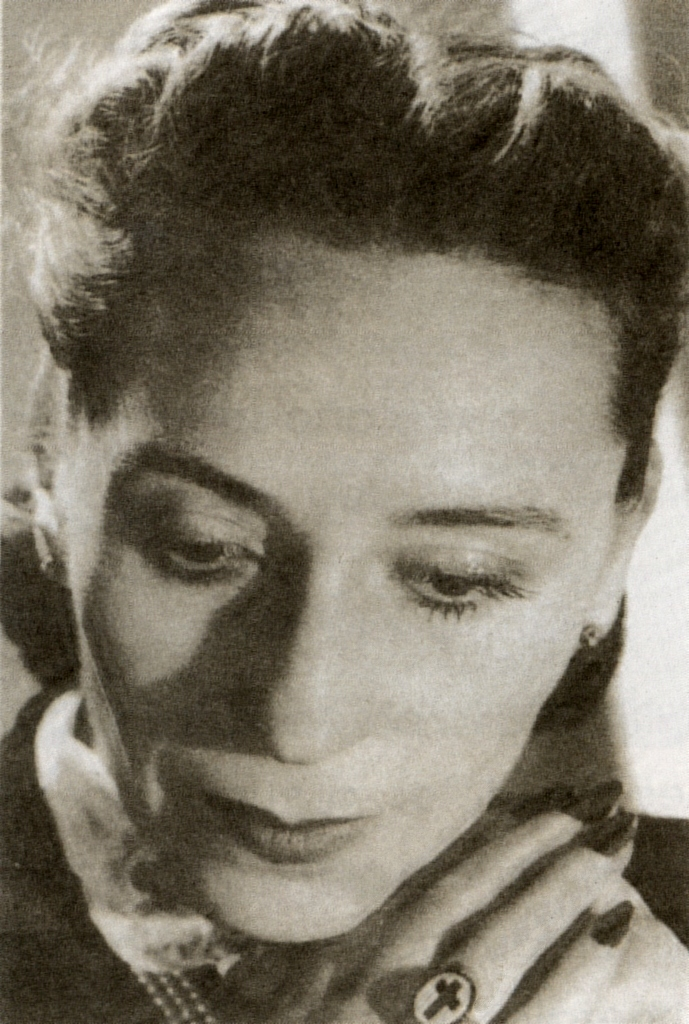
ماریا د لا کروز، (۱۹۱۲–۱۹۹۵)، فعال سیاسی شیلیایی برای حق رای زنان، روزنامه‌نگار، نویسنده و مفسر سیاسی. در سال ۱۹۵۳، او اولین زنی بود که در سنای شیلی انتخاب شد

در دوران ریاست جمهوری در سال‌های ۱۹۳۱ و ۱۹۴۹ به زنان حق رای داده شد. همچنین در آن دوران، هزاران زن علیه سالوادور آلنده ، رئیس‌جمهور سوسیالیست، در راهپیمایی با قابلمه‌ها و ماهیتابه‌های خالی تظاهرات کردند. در حالی که تحت رژیم اقتدارگرای آگوستو پینوشه، زنان علیه همه‌پرسی آلنده به «نه» رأی دادند، شرکت کردند.
در زمان شیلی تحت حاکمیت دیکتاتور پینوشه، وضعیت حقوق قانونی زنان از اکثر کشورهای آمریکای لاتین عقب‌تر بود، با اینکه شیلی یکی از قوی‌ترین اقتصادها را در آمریکای جنوبی داشت. حکومت شیلی در سال ۱۹۹۰ به دموکراسی بازگشت که منجر به تغییراتی در زندگی و نقش زنان در جامعه شد. از زمان بازگشت به دموکراسی، دولت شیلی منابع سیاسی و اقتصادی بیشتری را برای گسترش برنامه‌های رفاه اجتماعی نسبت به قبل سرمایه‌گذاری کرده‌است. حزب سیاسی Concertación از زمان پایان دیکتاتوری پینوشه در قدرت بوده‌است و از سال ۲۰۰۶ تا ۲۰۱۰، میچل باچله از حزب به عنوان اولین رئیس‌جمهور زن شیلی حضور دارد.

## جامعه
شیلی به عنوان یکی از محافظه کارترین کشورهای آمریکای لاتین از نظر اجتماعی توصیف شده‌است. در مقایسه با ایالات متحده، شیلی در میان تحولات خود از نفوذ زنان به حوزه سیاسی، فمینیست‌های زیادی نداشت. زنان شیلیایی کاتولیک را به عنوان آیین گذر خود می‌دانستند، که آغازگر جنبش‌های زنان در مخالفت با حزب سیاسی لیبرال در دولت شیلی بود. محیط سنتی که زنان به آن عادت داشتند به عنوان دلیلی مردسالارانه برای محدود کردن آرای زنان توسط زنان استفاده می‌شد. با این حال، اعتقادات مذهبی شیلیایی‌ها به‌عنوان کاتولیک‌های متدین، تمایل آنها به رأی دادن علیه حزب سرسخت لیبرال ضد روحانی را آغاز کرد.

## نقش‌های جنسیتی
باورهای سنتی نقش جنسیتی در جامعه شیلی رایج است، به ویژه این عقاید که زنان باید بر نقش مادری تمرکز کنند و مطیع مردان باشند. یک مطالعه در سال ۲۰۱۰ توسط برنامه توسعه سازمان ملل متحد (UNDP) گزارش داد که ۶۲ درصد از مردم شیلی مخالف برابری کامل جنسیتی هستند. بسیاری از افراد مورد بررسی معتقد بودند که زنان باید خود را به نقش سنتی مادر و همسر محدود کنند. با این حال، گزارش توسعه جهانی ۲۰۱۲ بیان می‌کند که نگرش مردان نسبت به برابری جنسیتی این است که «مردان هنگام ارتقای حقوق زنان ضرر نمی‌کنند».

## تحصیلات
نرخ باسوادی زنان تقریباً با مردان مطابقت دارد، به طوری که ۹۷٫۴ درصد زنان در مقابل ۹۷٫۶ درصد مردان (در سال ۲۰۱۵) قادر به خواندن هستند. قانون شیلی آموزش ابتدایی و متوسطه اجباری را برای پسران و دختران الزامی می‌داند. در سال ۲۰۰۷، بانک جهانی اعلام کرد که سطح ثبت نام برای پسران و دختران در آموزش ابتدایی و متوسطه تقریباً برابر است. تحصیلات زنان در شیلی به‌طور کلی بالاتر از کشورهای همسایه است. در آموزش عالی، تا سال ۲۰۰۲، نرخ حضور زنان با ۴۷٫۵ درصد در مقابل ۵۲٫۵ درصد مشابه مردان بود.

## حقوق
در حال حاضر در شیلی زنان بسیاری از حقوق مشابه مردان را دارند. سرویس ملی زنان (SERNAM) وظیفه حفاظت از حقوق قانونی زنان در بخش عمومی را بر عهده دارد.

## سیاست

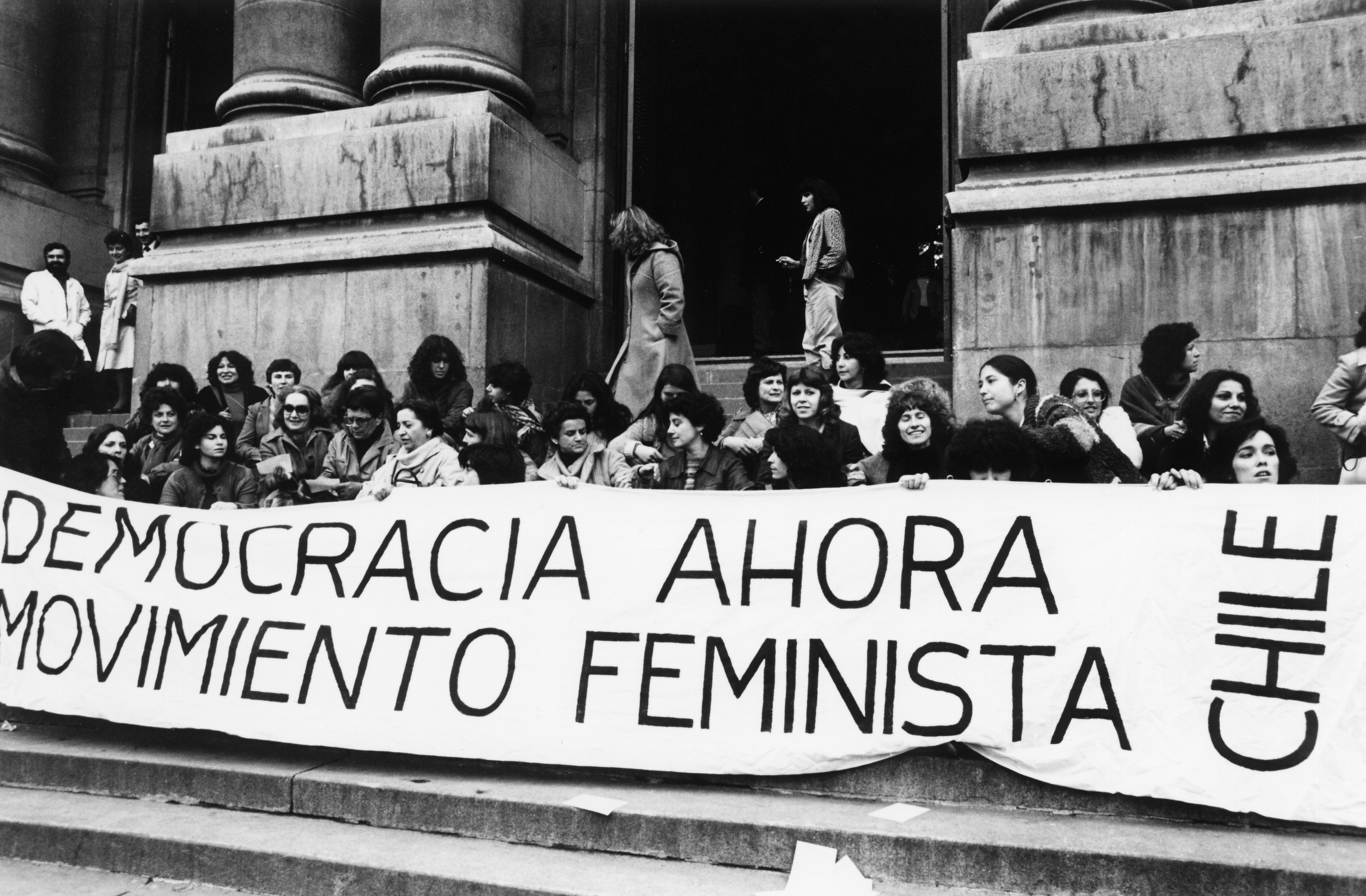
تظاهرات زنان فمینیست در سانتیاگو دی شیلی و خواهان دموکراسی در دوران حکومت نظامی آگوستو پینوشه

زنان تا سال ۱۹۳۴ که برای اولین بار توانستند از رای شهرداری خود استفاده کنند، در سیاست دخالت نداشتند. رای شهرداری و بعداً ملی باعث شد که زنان بیش از پیش خود را وارد سیاست کنند و دولت و احزاب سیاسی را تحت فشار قرار دهند. با افزایش اهمیت سیاسی زنان، بسیاری از احزاب بخش‌های زنان را برای حمایت تأسیس کردند و سعی کردند آرای زنان را جذب کنند، اگرچه سال‌ها طول کشید تا احزاب سیاسی واقعاً زنان را برای سیاست مهم بدانند.